# Dendrochilum pubescens
Dendrochilum pubescens är en orkidéart som beskrevs av Louis Otho Otto Williams. Dendrochilum pubescens ingår i släktet Dendrochilum och familjen orkidéer. Inga underarter finns listade i Catalogue of Life.